# Публий Габиний Капитон
Пу́блий Габи́ний Капито́н (лат. Publius Gabinius Capitō; казнён 5 декабря 63 года до н. э., Рим, Римская республика) — римский политический деятель, участник заговора Катилины.

## Биография
Публий Габиний принадлежал к всадническому сословию. По разным гипотезам, он мог быть сыном претора 89 года до н. э. Публия Габиния или братом Авла Габиния, сына Авла, Капитона, упомянутого в одной из сохранившихся делосских надписей как публикан.
В 63 году до н. э. Публий примкнул к заговору, организованному Луцием Сергием Катилиной. «По слухам», как пишет Саллюстий, он должен был совместно с Луцием Статилием в условленный момент организовать поджог Рима в 12 местах, «дабы вызванной этим суматохой облегчить доступ к консулу и другим людям, на которых готовились покушения». Вместе с другими заговорщиками Публий написал ряд писем к галльскому племени аллоброгов, в которых содержалось предложение выступить на их стороне. Тит Вольтурций, который должен был доставить эти послания, был арестован преторами на Мульвиевом мосту в ночь на 3 декабря. После этого были схвачены и остальные. Габиния передали на поруки Марку Лицинию Крассу.
На заседании сената 5 декабря развернулась бурная дискуссия о том, что делать с арестованными. Гай Юлий Цезарь настаивал на пожизненном заключении в разных городах Италии, но победила крайняя точка зрения, предполагавшая смертную казнь. Публия Габиния в числе прочих доставили в Мамертинскую тюрьму и там удавили петлёй.